# 弾丸を噛め
『弾丸を噛め』（だんがんをかめ、原題: Bite the bullet）は、1975年製作のアメリカ映画。
リチャード・ブルックス監督・脚本・製作による西部劇映画。
第48回アカデミー賞において、アカデミー録音賞とアカデミー作曲賞にノミネートされた。

## ストーリー
1906年のアメリカ西部で、新聞社ウェスタン・プレスが主催する2,000ドルの賞金をかけた西部横断レースが開かれることになった。動物をこよなく愛するクレイトンは、レースで優勝を目指す富豪パーカーの愛馬を列車に乗せる仕事を請け負っていたが、途中で路頭に迷っていた子馬を保護したため列車に乗り遅れてしまい、スタート地点までの100キロを走って向かうことになる。クレイトンはレース前夜にスタート地点に到着するが、レース直前に馬を疲れさせたことに腹を立てたパーカーから解雇されてしまう。そこでクレイトンは、レースに優勝して一攫千金を狙う旧友マシューズと再会し、同じくレースの出場者である青年カーボがロバを殴ったことに腹を立て、マシューズと共にカーボ相手に乱闘騒ぎを起こす。騒ぎが収まった後、クレイトンは興味のなかったレースに出場することを決める。
翌朝、クレイトンはマシューズたち出場者と共にレースに参加する。本命であるパーカーの馬を追う出場者たちを尻目に、クレイトンは悠然と馬を走らせ、途中で歯痛に苦しむ出場者のメキシコ人を助け、チェックポイントで唯一の女性出場者ケイトと共に彼の歯の治療を行い、弾丸で作った手製の差し歯を手渡す。クレイトンたちは再びレースに戻るが、途中の渓谷でケイトが二人組の盗賊に襲われてしまう。偶然通りかかったクレイトンとメキシコ人は盗賊を射殺し、ケイトと共に次のチェックポイントに向けて馬を走らせる。一方、マシューズは現地の住民にチェックポイントへの近道を尋ねるが、住民は周辺の地理に詳しくなかったため、マシューズは思うように距離を稼ぐことが出来ずにいた。
その夜、筏で川を下ったクレイトン、ケイト、カーボの三人はメキシコ人と合流し、遅れてマシューズも到着する。その直後、出場者の男（ミスター）の馬がずぶ濡れで現れ、クレイトンは彼の身を案じて周囲を探索する。ミスターは馬に乗ったまま川に流されてしまい、心臓の持病が悪化して手遅れの状態だった。ミスターはマシューズたちの前で平常を装うが、彼らがチェックポイントに向けて出発した後、クレイトンに看取られて息を引き取る。クレイトンは名前も知らないミスターの死を悼み、チェックポイントに向かう。
出場者たちは砂漠地帯に差し掛かり、クレイトンはケイトに対して、かつてマシューズと共に米西戦争に参加し、キューバ人の女と結婚したこと。その妻をスペイン軍との戦闘で失ったことを語る。ケイトと別れたクレイトンは、馬を走らせ過ぎて死なせたカーボと出くわし、彼に馬を埋葬するように命令し、反省したカーボは態度を改め馬を埋葬する。一方、英国からの出場者ノーフォーク卿も落馬して馬の脚を折ってしまい、マシューズから銃を借りて泣く泣く馬を射殺する。チェックポイントに到着したクレイトンは、レースの掛け金を狙うマシューズに八百長を持ち掛けられるが、クレイトンは提案を断り、レースに勝つことを決意する。しかし、娼婦から受け取った酒に強壮剤が混入していたため、クレイトンは体調を崩してしまう。
出場者たちは難関である囚人たちが従事する鉄道工事現場に差し掛かるが、ケイトは囚人である恋人スティーブを助け出して逃亡しようとする。しかし、スティーブは仲間の囚人二人も逃走させようとしてクレイトンたちを襲い馬を奪い、危険を知らせようとしたメキシコ人を負傷させる。「弾丸を噛め」はこの時クレイトンがメキシコ人にかけた「痛みをこらえろ」という意味の言葉である。ケイトは罪悪感を感じながらスティーブたちと共に逃走し、クレイトンたちは新聞記者のサイドカーを借りてスティーブたちを追跡する。囚人二人を射殺したクレイトンとマシューズは、スティーブに愛想を尽かしたケイトの助けを借りてスティーブを射殺し、馬を取り戻す。クレイトンたちはケイトと別れ、レースに戻る。
馬を取り戻したクレイトンは最終地点を通過してゴールに辿り着くが、直前で力尽きて落馬してしまう。クレイトンは馬を引いてゴールに向かい歩き出すが、背後からマシューズが追い着く。クレイトンの姿を見たマシューズも馬を降りて歩き出し、二人は観衆の歓呼の声を浴びながら一緒にゴールする。

## キャスト
| 役名                   | 俳優                           | 日本語吹替                                                                                            |
| 役名                   | 俳優                           | テレビ朝日版                                                                                          |
| ---------------------- | ------------------------------ | --- |
| サム・クレイトン       | ジーン・ハックマン             | 小池朝雄                                                                                              |
| ルーク・マシューズ     | ジェームズ・コバーン           | 小林清志                                                                                              |
| ケイト・ジョーンズ     | キャンディス・バーゲン         | 平井道子                                                                                              |
| ミスター               | ベン・ジョンソン               | 穂積隆信                                                                                              |
| ジャック・パーカー     | ダブニー・コールマン           | 中村正                                                                                                |
| カーボ                 | ジャン＝マイケル・ヴィンセント | 富山敬                                                                                                |
| ハリー・ノーフォーク卿 | イアン・バネン                 | 日高晤郎                                                                                              |
| 不明 その他            |                                | 北村弘一 仲木隆司 青野武 翠準子 川浪葉子 田中康郎 清川元夢 緑川稔 塚田恵美子 沢木郁也 岡和男 広瀬正志 |
|                        |                                | |
| 演出                   | 演出                           | 春日正伸                                                                                              |
| 翻訳                   | 翻訳                           | 鈴木導                                                                                                |
| 効果                   | 効果                           | PAG                                                                                                   |
| 調整                   | 調整                           | 山田太平                                                                                              |
| 制作                   | 制作                           | 東北新社                                                                                              |
| 解説                   | 解説                           | 淀川長治                                                                                              |
| 初回放送               | 初回放送                       | 1981年11月8日 『日曜洋画劇場』                                                                        |

## 製作
当初、クレイトン役にはチャールズ・ブロンソンが検討されていたが、彼がオファーを辞退したため最終的にジーン・ハックマンが主演に起用された。撮影はニューメキシコ州とネバダ州で行われ、機関車のシーンはニューメキシコ州とコロラド州間の鉄道で撮影し、その他の主なシーンはカーソン国有林、ホワイトサンズ国定記念物、ミード湖で撮影された。

## 影響
レースは1906年が舞台となっている。実際のレースは賞金総額2,500ドル、700マイル（1,100 km）、1908年にデンバー・ポスト（映画ではウェスタン・ポスト）がワイオミング州からコロラド州デンバーまで開催したと、プロデューサー兼脚本家兼監督のリチャード・ブルックスは述べている。

## 評価
ニューヨーク・タイムズのヴィンセント・キャンディーは「この映画は、費用のかかった西部劇です。多くの資金と労力を投入したにもかかわらず、映画はまるで他の人々のインスピレーションによって組み立てられたプレハブのような出来だ」と酷評している。一方、ロジャー・イーバートは好意的な評価を与え、「ブルックスは大規模な西部劇映画の実績があり、『弾丸を噛め』は西部の神話を再構築して再確認する映画です。それは、私たちの歴史に影響を与えます。結局のところ、『弾丸を噛め』は西部の伝統的なパワーと完全性を見出しました」と批評している。